# Onitis endroedii
Onitis endroedii är en skalbaggsart som beskrevs av Ferreira 1976. Onitis endroedii ingår i släktet Onitis och familjen bladhorningar. Inga underarter finns listade i Catalogue of Life.